# Radojica Čepić
Radojica Čepić [⁠r⁠⁠a⁠dɔj⁠i⁠⁠ts⁠a ⁠tʃ⁠ɛ⁠⁠pitɕ] (serbisch-kyrillisch Радојица Чепић; * 29. Juli 2002 in Pljevlja, Republik Montenegro, Bundesrepublik Jugoslawien) ist ein montenegrinischer Handballspieler.

## Karriere
Čepić begann das Handballspielen in seiner Heimat für RK Rudar Pljevlja. Ab 2020 spielte er für zwei Jahre in Slowenien für RK Celje, mit dem er 2022 die slowenische Meisterschaft gewann. Anschließend wechselte er zum deutschen Bundesligisten HSG Wetzlar. Im Februar 2023 wurde er bis zum Saisonende an den griechischen Erstligisten AEK Athen ausgeliehen. Seit dem Sommer 2023 steht er beim Schweizer Erstligisten HC Kriens-Luzern unter Vertrag. Mit dem HC Kriens-Luzern gewann er 2025 den Schweizer Cup.
Er stand im Kader der montenegrinischen Nationalmannschaft für die Europameisterschaft 2022 und für die Weltmeisterschaft 2023. Mit Montenegro belegte er den 14. Platz bei der Europameisterschaft 2024.